# رودريغو ميغيل موريرا
رودريغو ميغيل موريرا (بالإسبانية: Rodrigo Miguel Moreira)‏ (15 يوليو 1996 في الأرجنتين - ) هو لاعب كرة قدم أرجنتيني في مركز الدفاع. شارك مع منتخب الأرجنتين تحت 17 سنة لكرة القدم ومنتخب الأرجنتين تحت 20 سنة لكرة القدم. أما مع النوادي، فقد لعب مع إنديبندينتي.

## وصلات خارجية
- رودريغو ميغيل موريرا على موقع قاعدة بيانات كرة القدم.إي يو (الإنجليزية)
- رودريغو ميغيل موريرا على موقع Soccerway.com (الإنجليزية)